# 五所川原第一高等学校
五所川原第一高等学校（ごしょがわらだいいちこうとうがっこう）とは、青森県五所川原市元町にある全日制と通信制の普通科の私立高等学校である。

## 概要

### 大目標
- 青森県第一の進学校になろう
- 青森県第一の資格取得校になろう

### 基本理念
- 校訓（明朗・協調・進取）に掲げてある建学の精神を堅持し、生徒一人ひとりの人間性を大事にし、人格の陶冶、円満なる人間育成に努める

### 教育目標
生徒自らの人生を切り拓いていけるよう一人ひとりの能力・個性・適性を見つめながら、次の3点に努める
- 学力向上
- 自立心の育成
- 心身の練磨

### 校訓
- 明朗 
  - 礼儀、言葉遣い、服装が正しく、思いやりがある健康で明るい人を育成する
- 協調 
  - 他人の人格を尊重し、社会規範を守り、自己の所属する社会や団体などの発展向上に協力する人を育成する
- 進取 
  - 豊かに思考し、進んで物事を処理する人を育成する

## 沿革
- 1948年
  - 4月7日 - 五所川原家庭寮創設（修業年限6カ月／1カ年）
  - 9月8日 - 県の公認許可を得、創設記念日とする
- 1949年4月1日 - 五所川原家政学院と改称。家庭科（修業年限2カ年）、和洋裁科（同1カ年）、随意科（同6カ月）を設置
- 1952年4月1日 - 研究科を設置（修業年限1年以上）
- 1954年12月1日 - 編物科を設置
- 1957年4月1日 - 家政高等学校を併設。被服科を設置
- 1958年9月20日 - 10周年記念式典を挙行。校旗を樹立
- 1965年4月1日 - 高等学校に商業科を併設
- 1973年
  - 2月1日 - 学校法人舘田学園 五所川原第一高等学校と校名変更認可
  - 4月25日 - 普通科を併設。男女共学化。校名変更。新しい校旗を樹立。創立記念日と定める
- 1977年4月1日 - 商業科を募集停止
- 1978年9月8日 - 創立30周年記念式典を挙行
- 1988年9月8日 - 舘田学園創立40周年記念式典を挙行
- 1989年8月18日 - 第二校舎が完成し、落成式挙行[1]
- 1990年3月31日 - 被服科の廃止が県知事より許可
- 1999年9月8日 - 創立50周年記念式典を挙行
- 2008年9月10日 - 創立60周年記念式典を挙行
- 2009年4月1日 - 通信制課程開設
- 2018年9月8日 - 創立70周年記念式典を挙行

## 学校行事
- 4月 - 入学式。生徒総会。
- 5月 - 春季大会
- 6月 - 高校総体。芸術鑑賞。
- 7月 - 一高祭。夏季休業
- 8月 - 中学生体験学習
- 9月 - 同窓会総会。学期間休業。
- 10月 - 修学旅行。体育祭。生徒会立会演説会
- 11月 - 新人戦。高総文祭。
- 12月 - 冬季休業
- 1月 - 推薦入学者選抜学力検査
- 2月 - 一般入学者選抜学力検査
- 3月 - 卒業式。学年末休業。

## 課外活動

### 運動部
- 剣道部
- 少林寺拳法部
- 軟式野球部
- バスケットボール部
- バレーボール部
- バドミントン部
- 卓球部
- ソフトボール部
- サッカー部
- ソフトテニス部

### 文化部
- 津軽三味線部
- 吹奏楽部
- 茶華道部
- 情報検定部
- 文芸部

### 同好会
- レスリング同好会
- キルト同好会
- 写真同好会
- 応援団同好会

### その他諸活動
- じゃわめき隊

### 休部・廃部
- ソフトボール部
- ボクシング部
- 陸上競技部
- 書道同好会
- 囲碁同好会
- 演劇同好会
- インターアクトクラブ
- JRCクラブ

## アクセス
- JR五能線五所川原駅・津軽鉄道津軽五所川原駅から徒歩約15分
- 弘南バスの路線バス「つがる総合病院前」バス停下車、徒歩約5分。
- 弘南バスの路線バス「寺町」バス停下車、徒歩約10分。
- 弘南バスの商店街循環バス「若葉環状線」「元町」バス停下車、すぐ近く[2]。